# Floor Onrust
 (octobre 2018).
 Floor Onrust, née le 3 novembre 1975 à Naarden, est une productrice néerlandaise.

## Filmographie
- 2006 : Dummy de Diederik van Rooijen[2]
- 2011 : Evolutie Van Soorte de Esther Rots et Dan Geesin
- 2011 : Hypnagogia: The Borderland State de Frank Scheffer[3]
- 2011 : Mina Moes de Mirjam de With[4]
- 2011 : Code Blue de Urszula Antoniak[5]
- 2012 : Sweet Love de Albert Jan van Rees[6]
- 2012 : Nation for Two de Chaja Hertog et Nir Nadler
- 2014 : Life According to Nino de Simone van Dusseldorp et Urszula Antoniak[7]
- 2015 : Son du serpent de Tami Ravid
- 2016 : She/her de Sonja Wyss[8]
- 2016 : History's Future de Fiona Tan[9]
- 2017 : Waiting Room de Simone van Dusseldorp
- 2017 : Snow de Lisette Olsthoorn
- 2017 : Return Of The Honey Buzzard de Stanley Kolk
- 2017 : Beyond Words de  Urszula Antoniak[10]
- 2018 : Light as Feathers de Rosanne Pel
- 2024 : Young Hearts d'Anthony Schatteman (nl)